# Finnsjön, Dalarna
Finnsjön är en sjö i Orsa kommun i Dalarna och ingår i Dalälvens huvudavrinningsområde. Sjön har en area på 1,73 kvadratkilometer och ligger 264,8 meter över havet. Sjön avvattnas av vattendraget Finnsjöån.

## Delavrinningsområde
Finnsjön ingår i det delavrinningsområde (681025-145567) som SMHI kallar för Utloppet av Finnsjön. Medelhöjden är 274 meter över havet och ytan är 5,62 kvadratkilometer. Räknas de 20 avrinningsområdena uppströms in blir den ackumulerade arean 105,55 kvadratkilometer. Finnsjöån som avvattnar avrinningsområdet har biflödesordning 3, vilket innebär att vattnet flödar genom totalt 3 vattendrag innan det når havet efter 403 kilometer. Avrinningsområdet består mestadels av skog (65 procent). Avrinningsområdet har 1,9 kvadratkilometer vattenytor vilket ger det en sjöprocent på 33,9 procent.